# Volker Bajus

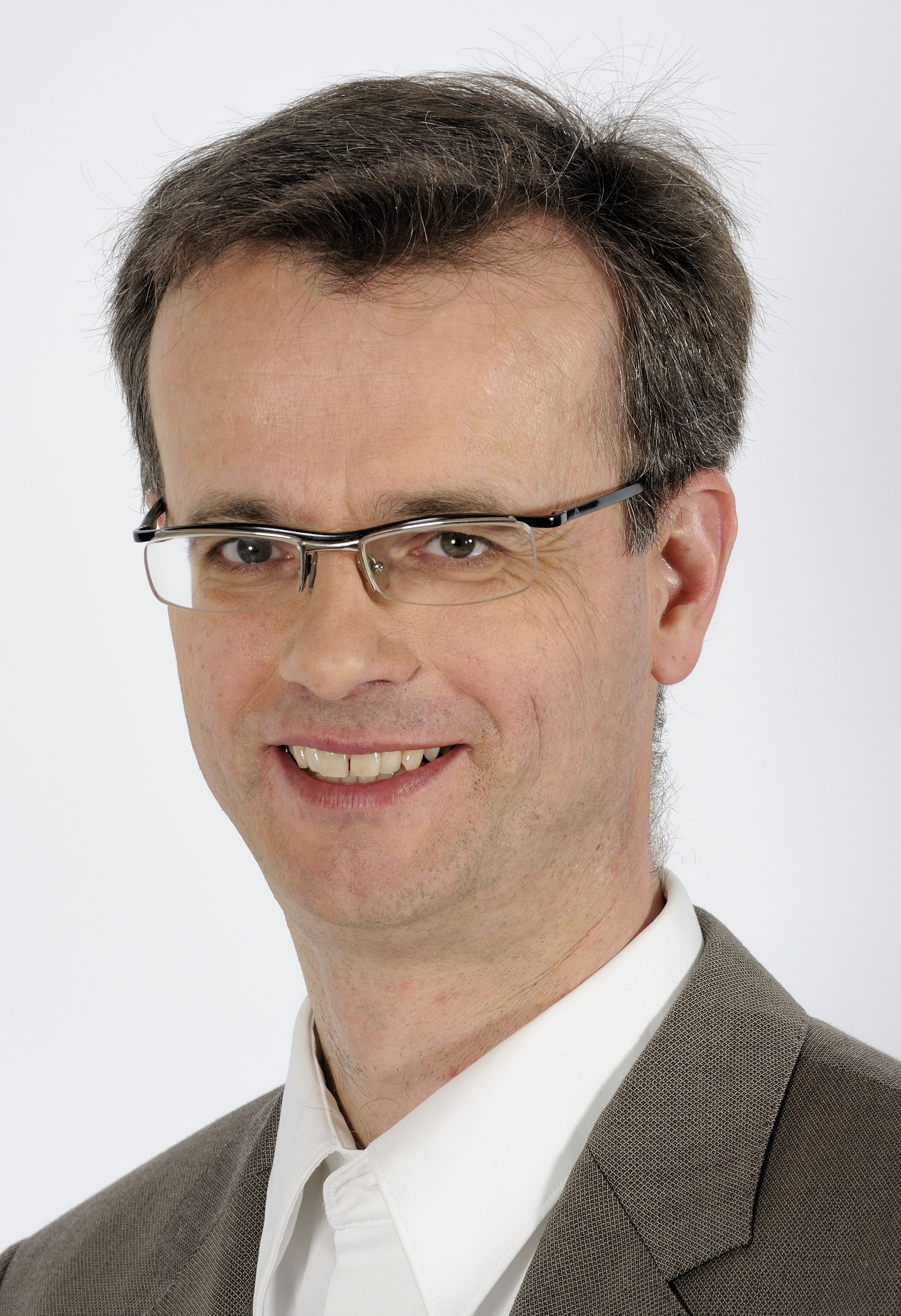
Volker Bajus, 2013

Volker Bajus (* 5. Januar 1964 in Bremerhaven) ist ein deutscher Politiker (Bündnis 90/Die Grünen). Er war von 2013 bis 2017 und ist seit 2020 Mitglied des Niedersächsischen Landtages. 

## Biografie
Volker Bajus, dessen Vater in Siebenbürgen, Rumänien geboren wurde, wuchs in Bad Bederkesa auf und studierte nach dem Schulbesuch ab 1984 Soziologie in Hamburg und Osnabrück mit Abschluss als Diplom-Sozialwirt 1991. Beruflich war er zunächst ab 1992 als Planer im Freizeit-, Tourismus- und Umweltbereich tätig. Seit 1996 arbeitete er in verschiedenen Positionen für das entwicklungspolitische Kinderhilfswerk terre des hommes.
Bajus ist verheiratet und Vater von zwei Kindern.

## Politik
Bajus trat 1993 der Partei Bündnis 90/Die Grünen bei. Seit 1996 gehört er für seine Partei dem Rat der Stadt Osnabrück an. 2018 wurde er Fraktionsvorsitzender der Grünen im Stadtrat. Ende 2022 gab er den Fraktionsvorsitz an Jens Meier mit Rücksicht auf seine Arbeit im Landtag ab.
Für die Landtagswahl in Niedersachsen 2013 kandidierte er im Wahlkreis Osnabrück-West. In den Niedersächsischen Landtag zog er über die Landesliste ein. In dieser, der 17. Periode war er umwelt- und kulturpolitischer Sprecher. Nach der Landtagswahl 2017 schied er zunächst aus dem Landtag aus, rückte aber im März 2020 für die in den DGB-Bundesvorstand gewählte Anja Piel ins Parlament nach. In der 18. Periode war er Sprecher der Grünen Landtagsfraktion für Sozialpolitik, zuständig für Kinder, Jugend und Familie sowie Justizvollzug. Bei der Landtagswahl 2022 wurde er wiederum über den Landeswahlvorschlag in das Parlament gewählt. Er ist in der 19. Periode als Parlamentarischer Geschäftsführer und stellvertretender Vorsitzender für seine Fraktion tätig. 